# Scherma alla XX Universiade
Il torneo di scherma della XX Universiade si è svolto a Palma di Maiorca in Spagna nel 1999.

## Podi

### Uomini
| Evento                          | Oro            | Argento              | Bronzo              |
| Fioretto individuale (dettagli) | Rolando Tucker | Michael Ludwig       | Slawomir Mocek      |
| Fioretto individuale (dettagli) | Rolando Tucker | Michael Ludwig       | Wang Haibin         |
| Sciabola individuale (dettagli) | Vadim Gutzeit  | Stanislav Pozdnyakov | Sergey Sharikov     |
| Sciabola individuale (dettagli) | Vadim Gutzeit  | Stanislav Pozdnyakov | Jorge Pina          |
| Spada individuale (dettagli)    | David Burroni  | Oleksandr Horbachuk  | Marcel Fischer      |
| Spada individuale (dettagli)    | David Burroni  | Oleksandr Horbachuk  | Bartłomiej Kurowski |
| Fioretto a squadre (dettagli)   | Cuba           | Polonia              | Francia             |
| Sciabola a squadre (dettagli)   | Ungheria       | Spagna               | Russia              |
| Spada a squadre (dettagli)      | Francia        | Polonia              | Austria             |

### Donne
| Evento                          | Oro                      | Argento             | Bronzo           |
| Fioretto individuale (dettagli) | Valentina Vezzali        | Aida Mohamed        | Xiao Aihua       |
| Fioretto individuale (dettagli) | Valentina Vezzali        | Aida Mohamed        | Svetlana Boyko   |
| Spada individuale (dettagli)    | Oxana Ermakova           | Natalya Gruzinskaya | Kim Hee-Jeong    |
| Spada individuale (dettagli)    | Oxana Ermakova           | Natalya Gruzinskaya | Tatiana Logunova |
| Fioretto a squadre (dettagli)   | Italia Valentina Vezzali | Stati Uniti         | Russia           |
| Spada a squadre (dettagli)      | Ucraina                  | Ungheria            | Cuba             |